# Route 132 (film)
Pour la route, voir route 132 (Québec).
Pour les articles homonymes, voir Route 132.
Pour plus de détails, voir Fiche technique et Distribution.
Route 132 est un film québécois réalisé par Louis Bélanger sorti en 2010 et mettant en vedette François Papineau et Alexis Martin.

## Synopsis
La mort de son fils de cinq ans accable Gilles qui rencontre à la taverne un vieil ami, Bob, qui lui propose de quitter Montréal pour aller braquer une banque en région, prenant alors la route 132. 

## Fiche technique
Sources : IMDb et Films du Québec
- Titre original : Route 132
- Titre de travail : Demande à ceux qui restent
- Réalisation : Louis Bélanger
- Scénario : Louis Bélanger et Alexis Martin
- Musique : Benoît Charest et Guy Bélanger
- Conception artistique : Emmanuel Fréchette (en)
- Costumes : Judy Jonker
- Maquillage : Fanny Vachon
- Coiffure : Martin Rivest
- Photographie : Pierre Mignot
- Son : Jean-Charles Desjardins, Marie-Claude Gagné, Marcel Chouinard, Luc Boudrias (en)
- Montage : Claude Palardy
- Production : Denise Robert, Daniel Louis, Fabienne Larouche et Michel Trudeau
- Sociétés de production : Cinémaginaire et Aetios Productions
- Sociétés de distribution : Alliance Vivafilm, Les Films Séville
- Budget : 3,7 millions $ CA
- Pays de production :  Canada
- Tournage : Montréal et Bas-Saint-Laurent dont Kamouraska, du 17 août au 29 septembre 2009
- Langue originale : français
- Format : couleur — 2,35:1
- Genre : drame, film routard
- Durée : 113 minutes
- Dates de sortie :
  - Canada : 
    - 26 août 2010 (première au Festival des films du monde de Montréal)
    - 6 octobre 2010 (sortie en salle au Québec)
    - 18 janvier 2011 (DVD)

  - Belgique : 2 septembre 2010 (Festival international du film francophone de Namur)
  - France : 24 novembre 2010 (Semaine du cinéma du Québec à Paris)
- Classification :
  - Québec : Visa général[2]

## Distribution
- François Papineau : Gilles Michaud
- Alexis Martin : Bob
- Sophie Bourgeois : Mélanie
- Andrée Lachapelle : Alberta
- Gilles Renaud : curé de St-André
- Janine Sutto : grand-mère Carmelle Dumais
- Gary Boudreault : sergent Alain Michaud
- Clémence DesRochers : Mme Déziel
- Benoît McGinnis : Damien, voleur de guichets
- Alice Morel-Michaud : petite Maude
- Bobby Beshro : Jean-Pierre, le pompier
- Sonia Vigneault (en) : Monique Déziel
- Roger La Rue : le préposé aux bénéficiaires
- Roger Léger : la militaire Armande
- Pierre Collin : Guy Lévesque
- Denise Gagnon : Gilberte Amyot
- Paul Hébert : M. Crète
- Marie-Ginette Guay : Mme Hamel, aidante de M. Crète
- René Caron : Yvan Bourque

## Distinctions

### Récompenses
- Prix Jutra 2011 :
  - Prix Jutra de la meilleure musique : Guy Bélanger et Benoît Charest

### Nominations
- Prix Jutra 2011 :
  - Prix Jutra du meilleur acteur : François Papineau
  - Prix Jutra du meilleur acteur de soutien : Alexis Martin